# フランソワ・ド・ラロック
フランソワ・ド・ラ・ロック（François de La Rocque, 1885年10月6日 - 1946年4月28日）はフランスの陸軍軍人。右翼団体「火の十字団」の指導者。ラ・ロック大佐として知られる。

## 生涯
生家は伯爵家に連なる貴族。ブルターニュで海軍中尉の四男として生まれ、優秀な成績でサンシール陸軍士官学校を卒業後、北アフリカに赴任し1917年には第一次世界大戦で苦戦していた本国に戻り西部戦線で数々の戦功を挙げた。大戦終結後は、事務仕事につき1920年にはポーランドの支援に向かっている。帰国後まもなく植民地モロッコで発生した原住民反乱に鎮圧へおもむき成功した。しかし、健康上の理由やこれ以上の出世を望めない（当時は中佐）ことから1928年に軍を除隊。それから退役軍人団体「火の十字団」に加入したちまちスポークスマンとなって1931年に総裁に就任。その行動力とカリスマによって1933年までに団員10万人程度まで拡大させたが1936年に人民戦線が政権を握ると火の十字団は解散に追い込まれる。
しかし、ド・ラ・ロックは自らの組織を政党「フランス社会党」（現在の社会党とは無関係）に衣替えした。民族主義・反共主義を主張し勢力を拡大したが武力による政府転覆を否定し他のファシストと敵対した。ドイツを警戒し第二次世界大戦が勃発すると党員に国防のため結集を呼びかけた。フランス降伏後のヴィシー政権下にあっては、最初は国の安定のため支持していたが積極的な協力はせずやがて対独協力に異議を唱えるようになった。ドゴールのようにフランスの外から抵抗するという道は選ばなかったが、地下抵抗運動に関わりイギリス情報部に情報を流している。1943年3月にゲシュタポに自宅で逮捕され、フレンヌ刑務所の狭くて不潔な独房に監禁され服用していた薬も飲めず健康が悪化した。8月にVIP用の収容所であるアイゼンベルク城に送られても酷い住環境と貧しい食事で状況は変わらなかった。そのため1944年にイッター城収容所に移動したときは、20歳も老け込んだように見え出迎えた囚人たちを驚かせた。ここで格段によくなった住環境と食事で健康状態は、かなり改善され1945年春、イッター城の戦いを経て収容所から解放された。しかし戦後も拘留され帰国後も危険人物として監視下におかれ、1946年に古傷の痛みを和らげるための手術中に亡くなった。死後、支持者や遺族たちが公式の名誉回復を求め、ド・ゴール大統領によって1962年にようやく実現した。